# Vehículo terrestre no tripulado

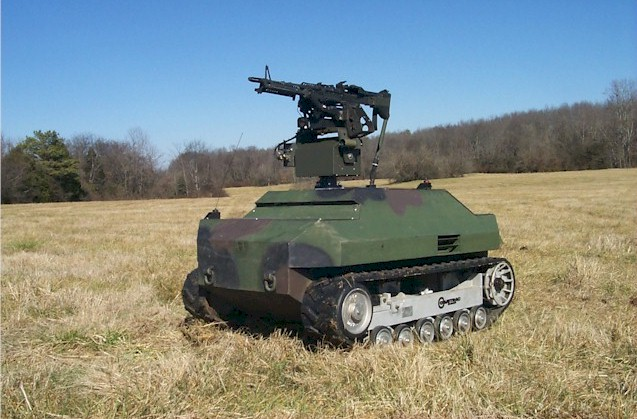
Gladiator, un vehículo terrestre no tripulado táctico.

Un vehículo terrestre no tripulado o UGV (por el inglés unmanned ground vehicle) es un vehículo no tripulado que opera estando en contacto con el suelo. 
Los UGV se pueden utilizar en muchas aplicaciones en las que puede resultar inconveniente, peligroso o imposible tener un operador humano presente. Generalmente, el vehículo tendrá un conjunto de sensores para percibir su entorno y tomará decisiones sobre su comportamiento de forma autónoma o pasará la información a un operador humano en una ubicación diferente y él controlará el vehículo telemáticamente.
El UGV es la contraparte terrestre de los vehículos aéreos no tripulados (UAV), los vehículos de superficie no tripulados (USV) y de los vehículos submarinos no tripulados (UUV). Los UGV están siendo activamente desarrollados con el fin de utilizarlos en una gran variedad de actividades aburridas, sucias o peligrosas, ya sean civiles o militares.

## Historia

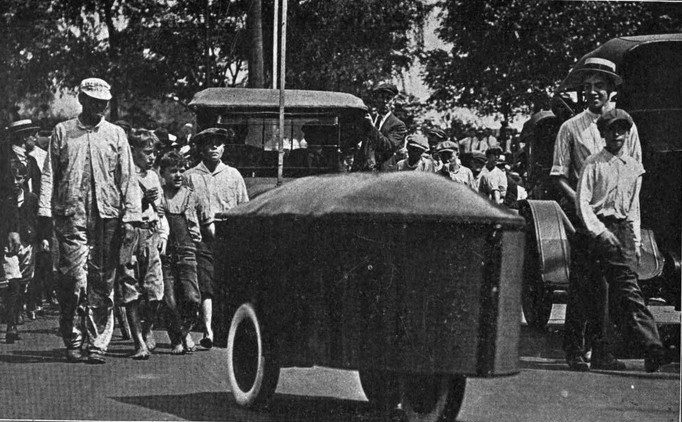
El automóvil radiocontrolado de la RCA en Ohio, Estados Unidos, en 1921.

En 1904, el ingeniero español Leonardo Torres Quevedo, mientras desarrollaba un sistema de control basado en radio que llamó Telekino, optó por realizar una prueba inicial en un vehículo terrestre de tres ruedas (triciclo), que tenía un alcance efectivo de apenas 20 a 30 metros, en el que parece ser el primer ejemplo conocido de un vehículo terrestre no tripulado controlado por radio.
En la edición de octubre de 1921 de la revista World Wide Wireless de RCA se informó sobre un automóvil que funcionaba a control remoto. El vehículo no estaba tripulado y se controlaba de forma inalámbrica por radio. Se pensó que esa tecnología podría algún día adaptarse a los tanques.
En la década de 1930, la URSS desarrolló los teletanques, tanques armados con ametralladoras y controlados remotamente por radio desde otro tanque. Estos se utilizaron en la Guerra de Invierno (1939-1940) contra Finlandia y al comienzo del Frente Oriental después de que Alemania invadiese la URSS en 1941.
Durante la Segunda Guerra Mundial, los británicos desarrollaron una versión radiocontrolada a distancia de su tanque de infantería Matilda II en 1941. Conocido como Black Prince, habría sido utilizado para provocar el fuego de cañones antitanques ocultos o para misiones de demolición. Se canceló un pedido de 60 de estos tanques debido a los costes de conversión de su sistema de transmisión a cajas de cambio de tipo Wilson.
Desde 1942, los alemanes utilizaron la mina sobre orugas Goliath para trabajos de demolición remota. El Goliath era un pequeño vehículo sobre orugas que transportaba 60 kg de carga explosiva dirigido mediante un cable de control. Su inspiración fue un vehículo sobre orugas francés en miniatura encontrado después de la derrota de Francia en 1940. La combinación de su coste, baja velocidad, dependencia de un cable de control y poca protección contra armas, supuso que no se considerase un éxito.
Durante la década de 1960 se hizo el primer gran esfuerzo en desarrollo de robots móviles, llamado Shakey, como un estudio de investigación para la Agencia de Proyectos de Investigación Avanzada de Defensa (DARPA) de los Estados Unidos. Shakey era una plataforma con ruedas que tenía una cámara de televisión, sensores y una computadora para ayudar en sus tareas de navegación al recoger bloques de madera y colocarlos en ciertas áreas según los comandos.
Posteriormente, DARPA desarrolló una serie de robots terrestres autónomos y semiautónomos, a menudo junto con el Ejército de los Estados Unidos. Como parte de la Iniciativa de Computación Estratégica, DARPA puso a prueba el Autonomous Land Vehicle, el primer UGV que podía navegar de manera completamente autónoma dentro y fuera de las carreteras a velocidades útiles.

## Diseño
Los vehículos terrestres no tripulados incluirán generalmente los siguientes componentes: plataforma, sensores, sistemas de control, interfaz de guiado, enlaces de comunicación y funcionalidades de integración de sistemas.

### Plataforma
La plataforma puede basarse en un diseño de vehículo todoterreno e incluye el aparato de locomoción, los sensores y la fuente de energía. Las orugas, las ruedas y las patas son formas comunes de locomoción. Además, la plataforma puede incluir un cuerpo articulado y algunas están hechas para unirse con otras unidades.

### Sensores
Algunos propósitos principales de los sensores de los UGV normalmente son la navegación y la detección del entorno. Los sensores pueden incluir brújulas, odómetros, inclinómetros, giróscopos, cámaras para triangulación, telémetros láser y de ultrasonido, y tecnología infrarroja.

### Sistemas de control
Los UGV son generalmente controlados de modo autónomo o bien operados remotamente. Aunque también puede usarse un control de supervisión, el cual sería en aquellas situaciones en las que exista una combinación de toma de decisiones de los sistemas UGV internos y del operador humano remoto.

#### Vehículos operados remotamente
Un UGV operado remotamente es un vehículo controlado a distancia por un operador humano a través de una interfaz. El operador determina las acciones basándose en la observación visual directa o en el uso remoto de sensores tales como cámaras de video digitales. Un ejemplo básico de los principios del funcionamiento a distancia sería un coche teledirigido de juguete.

#### Vehículos autónomos
Un UGV autónomo, también conocido como AGV, es esencialmente un robot autónomo que opera sin necesidad de un controlador humano, sirviéndose de tecnologías de inteligencia artificial. El vehículo utiliza sus sensores para desarrollar una comprensión limitada del entorno, la cual es luego utilizada por algoritmos de control para determinar la siguiente acción a tomar en el contexto de una misión proporcionada por humanos. Esto elimina por completo la necesidad de que cualquier humano vigile las tareas menores que el AGV está completando.
Un robot plenamente autónomo puede tener las siguientes capacidades:
- Recopilar información sobre el entorno, construir mapas de los interiores de edificios.
- Detectar objetos de interés tales como personas y vehículos.
- Viajar entre waypoints sin asistencia de navegación humana.
- Trabajar por períodos prolongados sin intervención humana.
- Evitar situaciones perjudiciales para las personas, las propiedades o para sí mismo, a menos que éstas formen parte de sus especificaciones.
- Desarmar o eliminar explosivos.
- Repararse a sí mismo sin asistencia externa.

Un robot también puede ser capaz de aprender autónomamente. El aprendizaje autónomo incluye las siguientes capacidades:
- Aprender o adquirir nuevas capacidades sin asistencia externa.
- Ajustar las estrategias en función del entorno.
- Adaptarse al entorno sin asistencia externa.
- Desarrollar un sentido de ética con respecto a los objetivos de la misión.

Sin embargo, los robots autónomos, igual que todas las máquinas, requieren un mantenimiento regular.
Uno de los aspectos más cruciales a considerar al desarrollar máquinas autónomas armadas es la distinción entre combatientes y civiles. Si se realiza de forma incorrecta, el despliegue de robots puede resultar perjudicial. Esto es especialmente cierto en la era moderna, cuando los combatientes a menudo se disfrazan de civiles intencionadamente para evitar ser detectados. Incluso si un robot tuviese una precisión del 99%, la cantidad de vidas civiles perdidas podría ser catastrófica. Debido a esto, es poco probable que se envíen al campo de batalla máquinas armadas totalmente autónomas, al menos hasta que desarrolle una solución satisfactoria.

### Interfaces de guiado
Dependiendo del tipo de sistema de control, la interfaz entre la máquina y el operador humano puede incluir palancas de mando, programas de computadora o comandos de voz.

### Enlaces de comunicación
La comunicación entre el UGV y la estación de control se realiza mediante radiofrecuencia o fibra óptica. También puede haber enlaces de comunicación con otras máquinas y robots involucrados en la operación.

### Integración de sistemas
La arquitectura de sistemas trata la interacción entre hardware y software, determinando el éxito y la autonomía del UGV.

## Aplicaciones
En la actualidad, se utiliza una amplia variedad de UGV. Principalmente, estos vehículos se usan para reemplazar a los seres humanos en situaciones peligrosas, como por ejemplo el manejo de explosivos y la desactivación de bombas, o situaciones donde se necesita una gran fuerza o un pequeño tamaño, o bien en lugares en donde los humanos no pueden ir fácilmente.
También se están desarrollando UGV para operaciones de mantenimiento de la paz, vigilancia terrestre, operación de puestos de control, presencia en las calles y para mejorar las redadas policiales y militares en entornos urbanos. Los UGV pueden atraer los primeros disparos de los insurgentes, lo que reduce las bajas militares y policiales. Además, los UGV se están utilizando en misiones de rescate y recuperación, siendo utilizados por primera vez para encontrar supervivientes en la Zona cero tras los atentados del 11 de septiembre de 2001.

### Aplicaciones civiles
Se están implementando múltiples aplicaciones civiles de UGV en procesos automáticos en entornos de fabricación y producción. También se han desarrollado aplicaciones de UGV como guías turísticos autónomos, por ejemplo en el Museo Carnegie de Historia Natural y en la Exposición Nacional de Suiza.

#### Agricultura

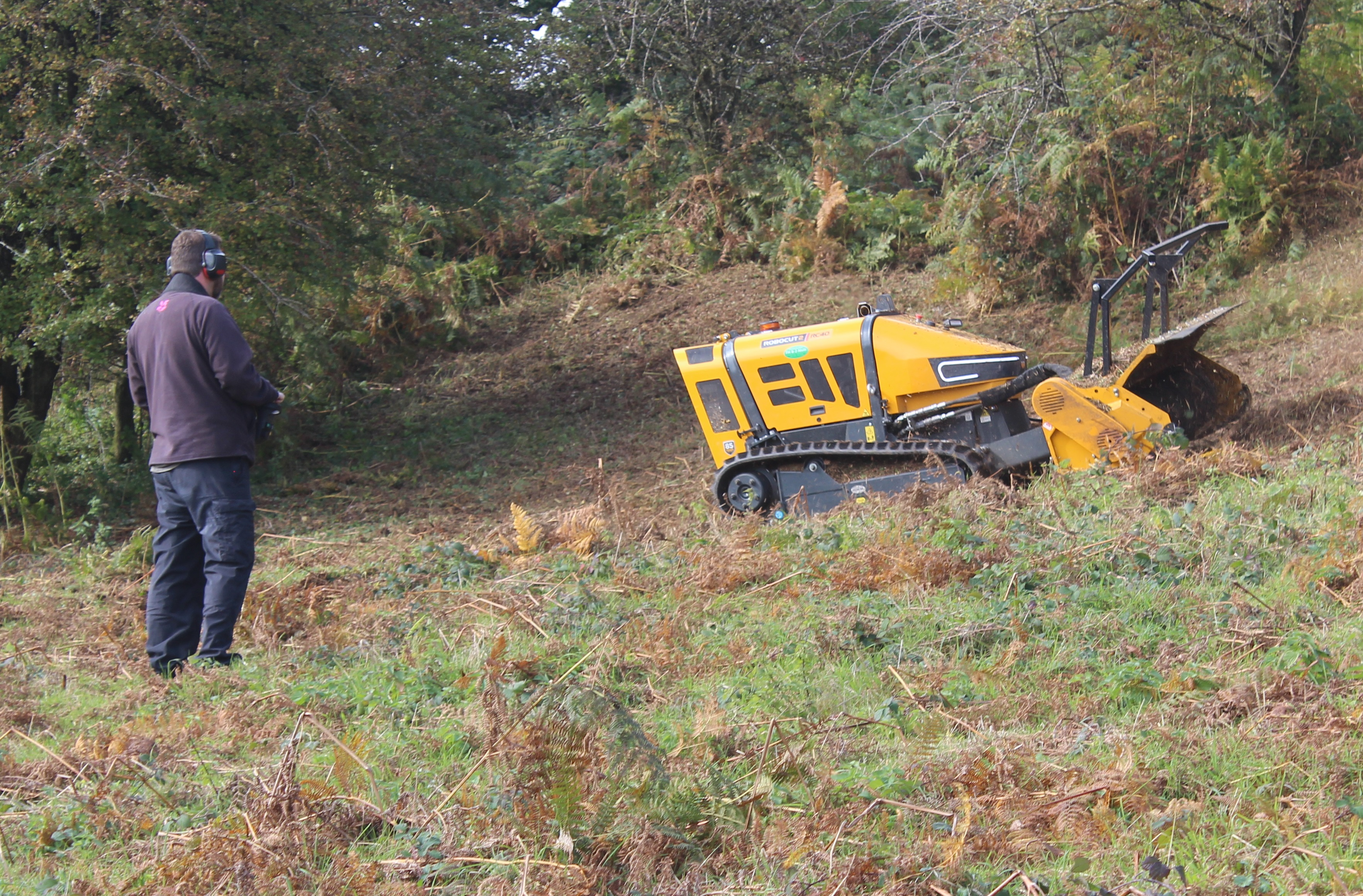
Máquina segadora de control remoto en Croft Amberly, una fortaleza de la edad de hierro en Inglaterra.

Los UGV son un tipo de robot agrícola. Los tractores recolectores no tripulados se pueden operar las 24 horas del día, lo que permite trabajar con ventanas de recolección cortas. Los UGV también se utilizan para pulverizar y diluir. Igualmente, se pueden utilizar para controlar la salud de los cultivos y del ganado.

#### Fabricación
En fabricación, los UGV se utilizan principalmente para transportar materiales. A menudo están automatizados y son vehículos autónomos (AGV). Las empresas utilizan estos vehículos para el transporte y posicionamiento preciso de piezas pesadas y voluminosas entre las estaciones de fabricación, lo que requiere menos tiempo que el uso de grúas grandes y puede evitar la presencia de personas en áreas peligrosas.

#### Minería
Los UGV se pueden usar para atravesar y mapear túneles en minas. Se están desarrollando UGV que combinan sensores de radar, láser y visuales, para mapear en 3 dimensiones las superficies de las rocas en minas a cielo abierto.

#### Cadena de suministro
Los UGV tienen múltiples usos en los sistemas de gestión de almacenes, desde la transferencia de mercancías con carretillas elevadoras y transportadores autónomos hasta el escaneo de existencias y la realización de inventarios.

#### Transporte
Técnicamente los vehículos que transportan seres humanos sin ser operados por un humano, como podrían ser los coches sin conductor, no son vehículos terrestres no tripulados. Sin embargo, la tecnología para su desarrollo es similar.

### Aplicaciones en emergencias
Los UGV se utilizan en muchas situaciones de emergencia, incluida la búsqueda y el rescate urbano, la extinción de incendios y la respuesta nuclear. Tras el accidente de la central nuclear de Fukushima en 2011, los UGV se utilizaron en Japón para el cartografiado y la evaluación estructural en áreas con demasiada radiación para permitir la presencia humana.

### Aplicaciones militares
| |
| BigDog, un robot cuadrúpedo, fue desarrollado como una mula capaz de atravesar terrenos difíciles. |

|                                                               |
| Robot tEODor del Ejército alemán destruyendo un IED simulado. |

|                              |
| EuroLink Systems Leopardo B. |

|                                                                     |
| Unidades Foster-Miller TALON SWORDS equipadas con diferentes armas. |

|                      |
| UGV UKAP de Turquía. |

| |
| Ripsaw, un UGV de combate de Howe & Howe Technologies evaluado por el Ejército de los Estados Unidos. |

|                                              |
| UGV MULE del Ejército de los Estados Unidos. |

|                                                                                                  |
| UGV Guardium, usado por las Fuerzas de Defensa de Israel en operaciones de seguridad fronteriza. |

Los vehículos terrestres no tripulados militares, también conocidos como UCGV (por el inglés unmanned combat ground vehicle), tienen multitud de aplicaciones, entre las cuales se incluyen la eliminación de artefactos explosivos tales como minas terrestres, la carga de objetos pesados y la reparación de las condiciones del terreno bajo fuego enemigo.
El número de robots utilizados en Irak aumentó de 150 en 2004 a 5.000 en 2005 y habían desarmado más de 1.000 bombas en las carreteras de Irak a finales de 2005 (Carafano & Gudgel, 2007). Para 2013, el Ejército de los Estados Unidos había comprado 7.000 de estas máquinas y 750 habían sido destruidas. Actualmente el Ejército está utilizando tecnología UGV para desarrollar robots equipados con ametralladoras y lanzagranadas que pueden reemplazar a los soldados.

### Aplicaciones espaciales

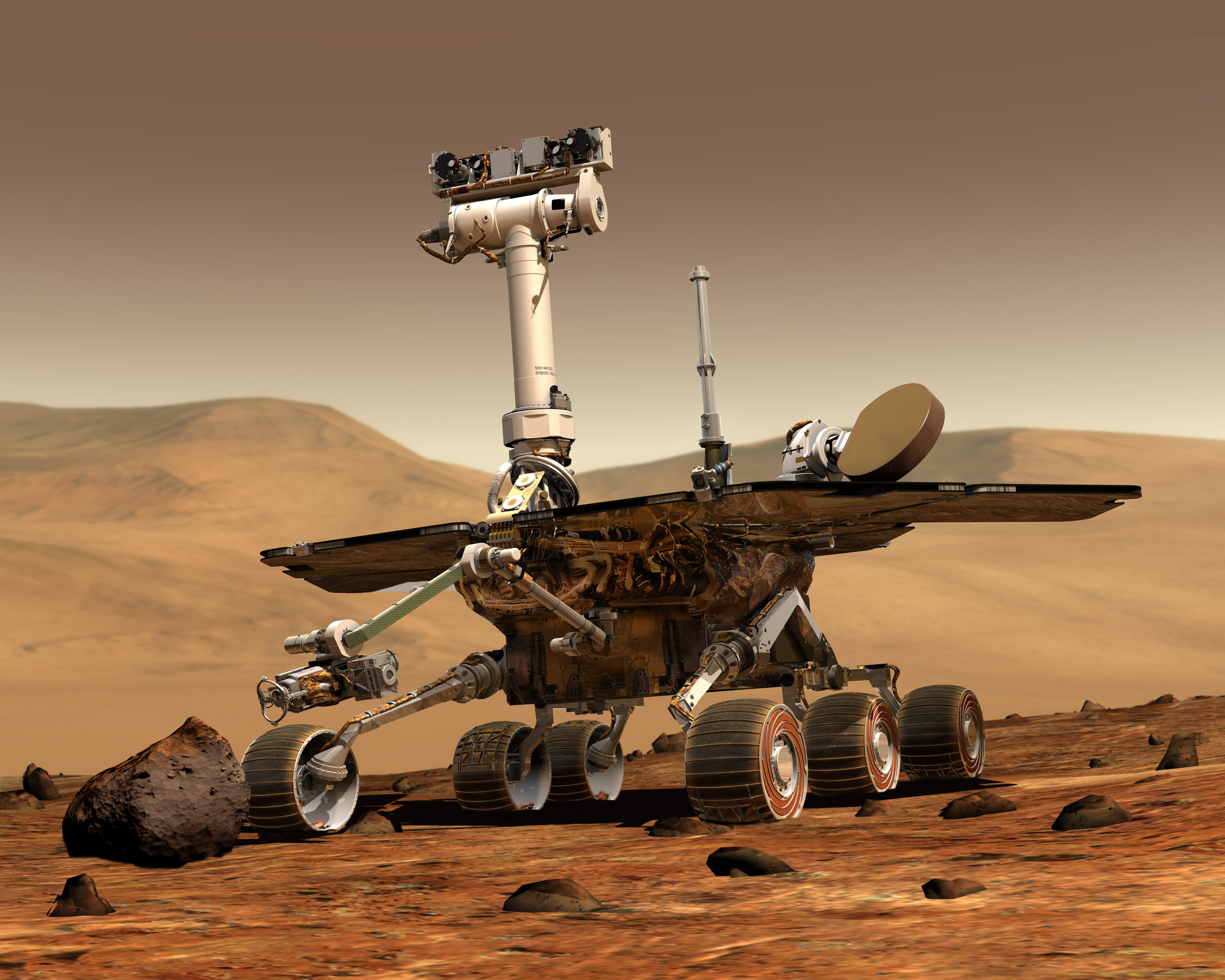
Representación artística de un Mars Exploration Rover en la superficie de Marte.

El proyecto Mars Exploration Rovers de la NASA para la exploración de Marte incluyó dos UGV (Spirit y Opportunity), los cuales funcionaron mucho más allá de los parámetros de diseño originales. Esto se atribuye a sistemas redundantes, manejo cuidadoso e interfaz de toma de decisiones a largo plazo.
El rover Spirit y su gemelo Opportunity eran vehículos terrestres no tripulados, con seis ruedas y alimentados por energía solar. Fueron lanzados en julio de 2003 y aterrizaron en lados opuestos de Marte en enero de 2004. El Spirit operó nominalmente hasta quedar atrapado en arenas profundas en abril de 2009, con una duración de más de 20 veces lo previsto. En comparación, el Opportunity estuvo operativo durante más de 14 años más allá de su vida útil prevista (tres meses).
Otro UGV más avanzado, el rover Curiosity, aterrizó en Marte en septiembre de 2011, y su misión original de dos años se ha extendido indefinidamente desde entonces.